# Anestis Arjiriu
Anestis Arjiriu (gr. Ανέστης Αργυρίου, ur. 4 stycznia 1988 w Werii) – grecki piłkarz występujący na pozycji obrońcy.

## Kariera klubowa
Grę w piłkę nożną rozpoczął w wieku 7 lat w klubie AE Hariesa z rodzinnej miejscowości Hariesa w północnej Grecji. W dalszej kolejności szkolił się w PAE Weria, AEP Weria i PAE Iraklis 1908. W trakcie kariery na poziomie seniorskim występował w Aetosie Skidra, APS Panthrakikos, AEK Ateny, Rangers FC, Zawiszy Bydgoszcz, Ethnikosie Achna, Agrotikosie Asteras, FAS Naoussa, Almoposie Aridea oraz AE Hariesa. W sezonie 2010/11 wywalczył z AEK Ateny Puchar Grecji.

## Kariera reprezentacyjna
W 2005 roku rozegrał 5 spotkań w reprezentacji Grecji U-17. W latach 2008–2010 zaliczył 9 występów w reprezentacji Grecji U-21.

## Sukcesy
AEK Ateny
- Puchar Grecji: 2010/11